# Winfried Padberg
Winfried Padberg (* 11. Juli 1954 in Winterberg) ist ein deutscher Chirurg.

## Werdegang
Im Jahr 1973 erwarb Padberg sein Abitur und studierte Humanmedizin an der Rheinischen Friedrich-Wilhelms-Universität in Bonn. Das amerikanische ECFMG-Examen (Educational Commission for Foreign Medical Graduates) legte er 1979 ab, erwarb 1980 seine ärztliche Zulassung und promovierte im gleichen Jahr.
Von 1980 bis 1981 verbrachte er dann ein Jahr als Resident am Ravenswood Hospital Medical Center der Universität von Chicago und erwarb das FLEX-Examen (Federal Licensing Examination) in Chicago. Von 1981 bis 1984 absolvierte Padberg die chirurgische Facharztausbildung am Zentrum Chirurgie, Anästhesiologie und Urologie, Abteilung Allgemein- und Thoraxchirurgie der Justus-Liebig-Universitäts Gießen einschließlich Rotationszyklen in verschiedenen Abteilungen. Im Jahr 1982 erwarb er das amerikanische VQE-Examen (Visa Qualifying Examination).
Nach verschiedenen Tätigkeiten als Fellow und wissenschaftlicher Assistent in Boston und Gießen wurde Padberg 1989 zum Oberarzt an der Klinik für Allgemein- und Thoraxchirurgie ernannt; er erhielt im gleichen Jahr die Anerkennung seiner Facharztausbildung als "Arzt für Chirurgie". Es folgten verschiedene weitere Stationen und Tätigkeiten als Oberarzt, Privatdozent und im Jahr 1996 schließlich eine außerplanmäßige Professur.
Von 2000 bis 2003 war Padberg Geschäftsführender Direktor der Chirurgischen Klinik sowie Chefarzt der Abteilung für Allgemein-, Viszeral-, Thorax- und Kinderchirurgie des Klinikums am Steinenberg, Reutlingen, Akademisches Lehrkrankenhaus der Universität Tübingen. Von 2003 bis Juli 2023 war er Ordinarius für Allgemeinchirurgie und Direktor der Abteilung für Allgemein-, Viszeral-, Thorax-, Transplantations- und Kinderchirurgie des Universitätsklinikums Gießen. und seit 2007 Geschäftsführender Direktor des Zentrums für Chirurgie, Anästhesiologie und Urologie der Justus-Liebig-Universität.
2021 führte ein Team um Padberg die 1000. Nierentransplantation am Uniklinikum Gießen durch.

## Forschungsprojekte
- 1989 Beginn des durch die Deutsche Forschungsgemeinschaft (DFG) mittels Sachbeihilfe geförderten Forschungsprojektes mit dem Thema: „Die Entwicklung von Immuntoleranz in verschiedenen immunsupressiven Modellen“

## Auszeichnungen und Ehrungen
- 1989 Ludwig-Rehn-Preis der Vereinigung Mittelrheinischer Chirurgen in Zürich für die Arbeit: „Immuntoleranz durch immunologisches Enhancement bei der Organtransplantation“
- 1991 Walter-Brendel-Preis der European Society for Surgical Research (ESSR) in Salzburg für die Arbeit: „Immunosuppression by donor-specific bone marrow transplantation and low dosecyclosporine A in narciac allotransplantation in rats“
- 1991 Schunk-Preis für Humanmedizin des Fachbereichs Humanmedizin der Justus-Liebig-Universität Gießen für die Arbeiten auf dem Gebiet des „Immunologischen Enhancement“ und für „Neue Wege der Immunsupression nach Transplantation“.
- 2020 Ehrendoktorwürde der İnönü-Universität[4]

## Veröffentlichungen
- Auge und Alter, Untersuchung von monokularer Exkursion, Fusionsbreite und Aniseikoniefusion an 70 [siebzig] Probanden aller Altersstufen. Dissertation. Univ., Med. Fak., Bonn 1980.
- mit E. Jager, J. Buhr und T. Zimmermann: Ciprofloxacin levels in pleural fluid and serum during systemic administration after pneumonectomy. In: Zentralbl Chir. 125(5) 2000, S. 450–453.
- mit J. Buhr, U. David und T. Zimmermann: Ist die operative Rezidivprophylaxe beim Spontanpneumothorax schon beim Erstereignis gerechtfertigt? In: Langenbecks Arch. Chir. Suppl., 1999, S. 275–277.
- mit J. Dammann, A. Pack und T. Zimmermann: Die Bronchusstumpfinsuffizienz – Risikofaktoren und Behandlungsstrategien. In: Langenbecks Arch. Chir. Suppl., 1999, S. 383–385.
- mit A. Altunbas, J. Buhr und K. Schwemmle: Is surgical therapy of bronchial carcinoma in advanced age justified? In: Langenbecks Arch Chir. Suppl Kongressbd. 113, 1996, S. 847–850.
- mit U. Doerr, J. Buhr, C. Kelm und K. Henneking: Value of systematic lymphadenectomy in stomach carcinoma. In: Zentralbl Chir. 121(2) 1996, S. 116–120.
- Interactions between malignant tumor growth and allogeneic graft rejection in an experimental rat model. In: Transpl. Int. 7 (suppl. 1), 1994, S. 618–620.
- mit Karl R. Aigner, Frederick O. Stephens und Thomas J. Vogl (Hrsg.): Regionale Therapie maligner Tumoren. Springer Verlag, 2013, ISBN 978-3-642-35013-9.